# Coasta Mare, Mureș
Coasta Mare este un sat în comuna Râciu din județul Mureș, Transilvania, România.